# Lighthorne
Lighthorne – wieś i civil parish w Anglii, w hrabstwie Warwickshire, w dystrykcie Stratford-on-Avon. Leży 11 km na południowy wschód od miasta Warwick i 122 km na północny zachód od Londynu. W 2011 roku civil parish liczyła 361 mieszkańców. Lighthorne jest wspomniana w Domesday Book (1086) jako Listecorne.